# Корасан-ди-Мария
Корасан-ди-Мария (порт. Coração de Maria) — муниципалитет в Бразилии, входит в штат Баия. Составная часть мезорегиона Северо-центральная часть штата Баия. Входит в экономико-статистический микрорегион Фейра-ди-Сантана. Население составляет 25 190 человек на 2006 год. Занимает площадь 372,315 км². Плотность населения — 67,7 чел./км².

## Статистика
- Валовой внутренний продукт на 2003 год составляет 43 069 027,00 реалов (данные: Бразильский институт географии и статистики).
- Валовой внутренний продукт на душу населения на 2003 год составляет 1753,63 реала (данные: Бразильский институт географии и статистики).
- Индекс развития человеческого потенциала на 2000 год составляет 0,640 (данные: Программа развития ООН).